# 1992 في الأرجنتين
فيما يلي قوائم الأحداث التي وقعت خلال عام 1992 في الأرجنتين.

## أحداث
- 17 مارس – تفجير السفارة الإسرائيلية في بيونس آيرس

## سياسة

### تعيين في المنصب
- 2 ديسمبر – فرناندو دي لاروا عضو مجلس الشيوخ الأرجنتيني.

## مواليد

### يناير
- 2 يناير – باولو غازانيغا لاعب كرة قدم أرجنتيني.
- 17 يناير – إيزيكيل سيروتي لاعب كرة قدم أرجنتيني.
- 28 يناير – سيرخيو أراوخو لاعب كرة قدم أرجنتيني.

### فبراير
- 15 فبراير – لياندرو ميركادو متسابق دراجات نارية أرجنتيني.
- 20 فبراير – أليخاندرو كينتانا لاعب كرة قدم أرجنتيني.

### مارس
- 4 مارس – إريك لاميلا لاعب كرة قدم أرجنتيني.
- 4 مارس – ولتر أكونيا لاعب كرة قدم أرجنتيني.
- 15 مارس – رينزو أوليفو لاعب كرة مضرب أرجنتيني.

### أبريل
- 5 أبريل – بابلو سيمونيه لاعب كرة يد أرجنتيني.

### مايو
- 20 مايو – جيرونيمو رولي لاعب كرة قدم أرجنتيني.
- 24 مايو – أوغستين فيلوتي لاعب كرة مضرب أرجنتيني.

### يونيو
- 9 يونيو – جينو بيروتزي لاعب كرة قدم أرجنتيني.

### أغسطس
- 4 أغسطس – فاكوندو أرغيو لاعب كرة مضرب أرجنتيني.
- 16 أغسطس – دييغو شفارتزمان لاعب كرة مضرب أرجنتيني.

### سبتمبر
- 2 سبتمبر – إيميليانو مارتينيز لاعب كرة قدم أرجنتيني.
- 28 سبتمبر – باولا أورمايتشيا لاعبة كرة مضرب أرجنتينية.

### أكتوبر
- 8 أكتوبر – لوكاس ألاريو لاعب كرة قدم أرجنتيني.

### ديسمبر
- 29 ديسمبر – أغوستين أورتيغا لاعب كرة قدم أرجنتيني.

## وفيات

### مايو
- 23 مايو – أتاهوالبا يوبانكوي (مواليد 1908) مغني أرجنتيني.

### يونيو
- 15 يونيو – روكي اولسين (مواليد 1925) مدرب، ولاعب كرة قدم أرجنتيني.

### يوليو
- 4 يوليو – أستور بيازولا (مواليد 1921)

### أغسطس
- 3 أغسطس – نيكانور كوستا منديز (مواليد 1922)